# Rich Flex
Rich Flex is een nummer van de Canadese rapper Drake en de Amerikaanse rapper 21 Savage uit 2022. Het is de eerste single van hun gezamenlijke studioalbum Her Loss, waarvan het verscheen als promotiesingle.
Het nummer bevat samples uit Savage van Megan Thee Stallion,  24's van T.I., Red Opps van 21 Savage, I Want You, Girl van Sugar, Nora's Transformation van Charles Bernstein. In de tekst van "Rich Flex" scheppen Drake en 21 Savage op over hun rijke levensstijl en succes. Het nummer werd in veel landen een hit en bereikte de nummer 1-positie in Drake thuisland Canada. Ook in de Amerikaanse Billboard Hot 100 bleek het nummer prima te werken, daar werd de 2e positie bereikt. In het Nederlandse taalgebied was het succes schameler; met in Nederland de 9e positie in de Tipparade, en in de Vlaamse Ultratop 50 de 50e positie.